# Joachim von Puttkamer

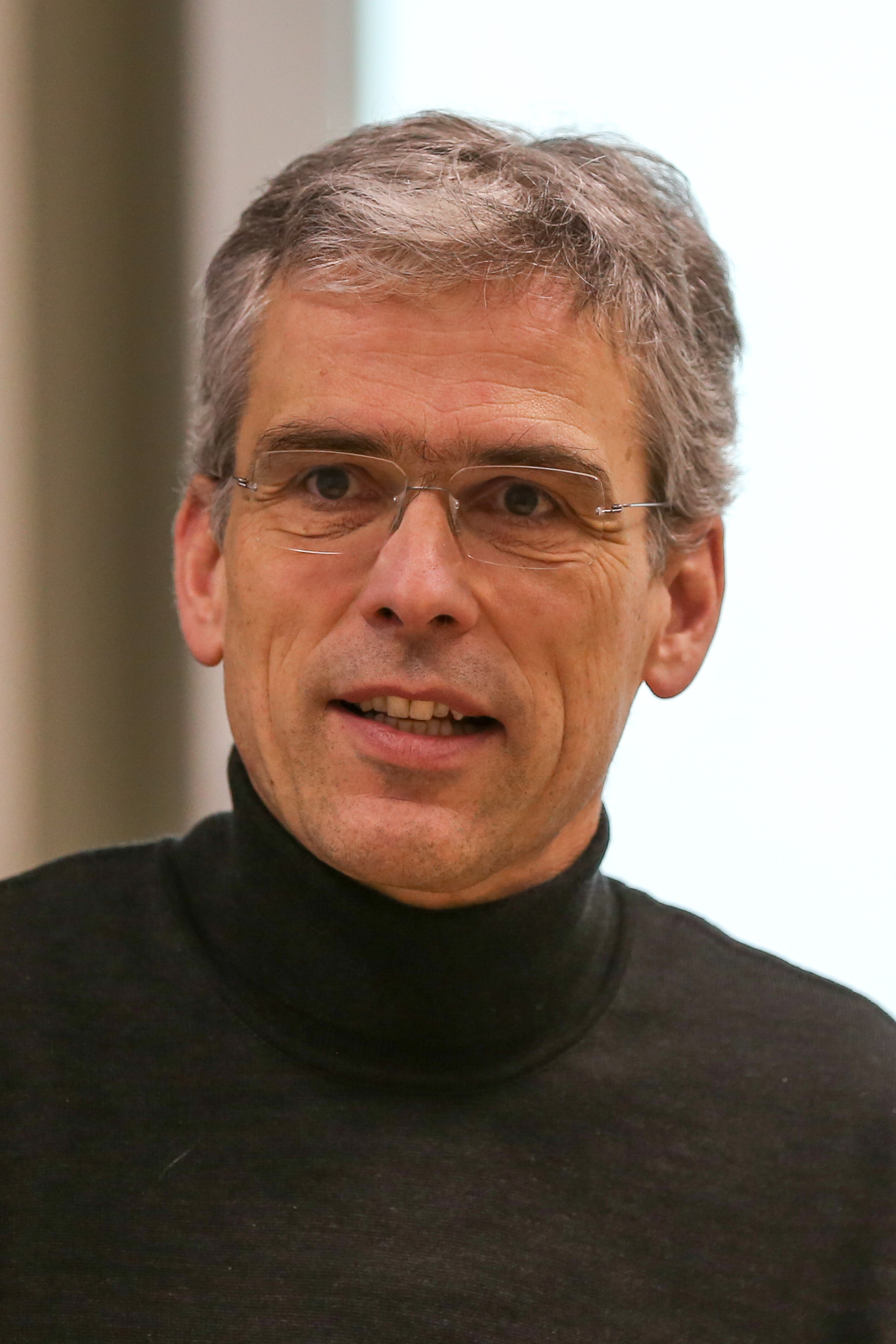
Joachim von Puttkamer (2017)

Joachim Jesko von Puttkamer (* 14. November 1964 in Neubiberg bei München) ist ein deutscher Historiker.

Joachim von Puttkamer wurde als Sohn eines Luftwaffenoffiziers in Neubiberg bei München geboren. Er studierte von 1986 bis 1994 Osteuropäische Geschichte, Wirtschaftspolitik sowie Neuere und Neueste Geschichte in Freiburg und London. Im Jahr 1994 wurde er in Freiburg mit einer von Gottfried Schramm betreuten Arbeit über die Anfänge von Arbeiterschutz und Sozialgesetzgebung im ausgehenden Zarenreich promoviert. Seit 1994 war er wissenschaftlicher Assistent am Lehrstuhl für Neuere und Osteuropäische Geschichte bei Monika Glettler in Freiburg. 2000 erfolgte seine Habilitation mit einer Arbeit über das ungarische Nationalitätenproblem des 19. Jahrhunderts im Schulalltag. Von 2000 bis 2002 hatte Puttkamer eine Lehrstuhlvertretung in Jena inne. Seit Dezember 2002 ist Puttkamer dort Professor für Osteuropäische Geschichte. Seit dem 1. Oktober 2010 leitet er (bis 2016 gemeinsam mit Włodzimierz Borodziej) das Imre Kertész Kolleg Europas Osten im 20. Jahrhundert. Historische Erfahrungen im Vergleich.
Seine Forschungsschwerpunkte sind unter anderem die Staatsbildung und Staatlichkeit im östlichen Europa, der Nationalismus in Ostmittel- und Südosteuropa, die Schul- und Bildungsgeschichte sowie die osteuropäischen Erinnerungskulturen. Er legte 2010 über Ostmitteleuropa im 19. und 20. Jahrhundert eine Darstellung vor. Sein Anliegen ist es, die Geschichte Ostmitteleuropas „in einem konsequent vergleichenden Zugriff als Geschichte lang angelegter, paralleler Entwicklungen darzustellen“.

## Schriften
Monographien
- „Ich werde mich nie an die Gewalt gewöhnen“. Polizeibrutalität und Gesellschaft in der Volksrepublik Polen. Hamburger Edition, Hamburg 2022, ISBN 978-3-86854-367-4.
- Ostmitteleuropa im 19. und 20. Jahrhundert (= Oldenbourg Grundriss der Geschichte. Bd. 38). Oldenbourg, München 2010, ISBN 978-3-486-58169-0.
- Schulalltag und nationale Integration in Ungarn. Slowaken, Rumänen und Siebenbürger Sachsen in der Auseinandersetzung mit der ungarischen Staatsidee 1867–1914. Oldenbourg, München 2003, ISBN 3-486-56741-1 (Zugl.: Freiburg (Breisgau), Univ., Habil.-Schr., 2000). Volltext.
- Fabrikgesetzgebung in Russland vor 1905. Regierung und Unternehmerschaft beim Ausgleich ihrer Interessen in einer vorkonstitutionellen Ordnung. Böhlau, Köln u. a. 1996, ISBN 3-412-00296-8 (Zugl.: Zugl.: Freiburg (Breisgau), Univ., Diss., 1994).

Herausgeberschaften
- Ferenc Laczó: Catastrophe and utopia. Jewish intellectuals in Central and Eastern Europe in the 1930s and 1940s. De Gruyter-Oldenbourg, München 2017, ISBN 978-3-11-055543-1.
- mit Stefan Sienerth und Ulrich A. Wien: Die Securitate in Siebenbürgen. Böhlau, Köln u. a. 2014, ISBN 978-3-412-22253-6.
- mit Jochen Böhler und Włodzimierz Borodziej: Legacies of violence. Eastern Europe's First World War. Oldenbourg, München 2014, ISBN 978-3-486-74195-7.